# Tom Clancy's Rainbow Six (videojuego)
Tom Clancy's Rainbow Six es un videojuego de disparos táctico. Fue desarrollado y distribuido por Red Storm Entertainment exclusivamente para PC. Luego fue desarrollado para PlayStation, Nintendo 64, Game Boy Color, Dreamcast y Mac OS. Su fecha de lanzamiento fue en 1998.

## Argumento
Rainbow Six se centra en el año 1999. La unidad antiterrorista está liderada por John Clark y Domingo Chavez.
Después de su inauguración, la unidad Rainbow deberá enfrentarse a Phoenix Group, una organización ecoterrorista que tiene como objetivo atacar al mundo entero con un virus capaz de acabar con la vida humana en el planeta. El líder de la organización ecoterrorista es John Brightling, quien con sus acciones asegura proteger a la madre naturaleza y reconstruir un mundo limpio.

## Recepción
Rainbow Six ha tenido críticas muy positivas para la versión de PC. Metacritic le ha dado una puntuación de 85. Sin embargo, las versiones posteriores recibieron puntuaciones negativas en cuanto a la jugabilidad y los gráficos.   